# Chicago Bulls 2023-2024
Questa voce raccoglie le informazioni riguardanti i Chicago Bulls nella stagione NBA 2023-2024.

## Stagione
La squadra ha iniziato la stagione con un record di 5-14 nelle prime 19 partite; tuttavia, è andata 34-29 nelle ultime 63 partite. Questa serie è stata guidata da Coby White e Ayo Dosunmu che hanno avuto stagioni di successo con White che è arrivato secondo nella votazione per l'NBA Most Improved Player. La squadra ha anche guidato la lega con 27 vittorie. Ciò è stato dovuto principalmente al giocatore veterano DeMar DeRozan che ha guidato la lega nei minuti giocati e ha segnato il secondo maggior numero di punti decisivi nella stagione regolare. DeRozan è stato anche secondo classificato per l'NBA Clutch Player of the Year, perdendo di misura contro la guardia dei Golden State Warriors Steph Curry.
Il 1º aprile 2024, nonostante la sconfitta contro gli Atlanta Hawks per 113-101, a causa di un record partite di 2-1 contro di loro nella stagione regolare, i Bulls sono stati in grado di assicurarsi la loro seconda post-stagione consecutiva con un posto nei play-in. La squadra ha concluso con un record partite di 39-43 ed è stata la nona testa di serie nella Eastern Conference. Nel torneo play-in, hanno sconfitto gli Hawks nella prima fase, ma sono caduti contro i Miami Heat, ottavi nella seconda fase, per la seconda volta consecutiva, concludendo la loro stagione.
I Chicago Bulls hanno attirato una media di 20.624 spettatori in 41 partite casalinghe nella stagione NBA 2023-24, la più alta della lega.

## Draft
I Bulls sono entrati al draft senza scelte. Inizialmente avevano una seconda scelta al draft, ma questa è stata persa a causa di violazioni di manomissione rispetto alla free agency.

## Roster
| \| Pos. \| Num. \| Naz. \| Nome \| Altezza \| Peso \| Data nascita \| Provenienza \| \| ----- \| ---- \| ---------------------------------------------- \| ------------------ \| ------- \| ------ \| ------------ \| -------------------- \| \| P \| 2 \| Stati Uniti (bandiera) \| Ball, Lonzo \| 198 cm \| 86 kg \| 27-10-1997 \| UCLA \| \| AP \| 17 \| Turchia (bandiera) \| Bitim, Onuralp \| 198 cm \| 98 kg \| 31-03-1999 \| Huntington Prep (WV) \| \| P \| 5 \| Stati Uniti (bandiera) \| Carter, Jevon \| 185 cm \| 91 kg \| 14-09-1995 \| West Virginia \| \| G \| 6 \| Stati Uniti (bandiera) \| Caruso, Alex \| 196 cm \| 84 kg \| 28-02-1994 \| Texas A&M \| \| AP/AG \| 13 \| Stati Uniti (bandiera) \| Craig, Torrey \| 196 cm \| 100 kg \| 19-12-1990 \| USC Upstate \| \| G/AP \| 11 \| Stati Uniti (bandiera) \| DeRozan, DeMar \| 198 cm \| 100 kg \| 07-08-1989 \| Southern California \| \| G \| 12 \| Stati Uniti (bandiera) \| Dosunmu, Ayo \| 196 cm \| 91 kg \| 17-01-2000 \| Illinois \| \| AP \| 77 \| Estonia (bandiera) \| Drell, Henri (TW) \| 206 cm \| 100 kg \| 25-04-2000 \| Estonia \| \| C \| 3 \| Stati Uniti (bandiera) \| Drummond, Andre \| 211 cm \| 127 kg \| 10-08-1993 \| Connecticut \| \| G \| 30 \| Stati Uniti (bandiera) \| Funk, Andrew (TW) \| 196 cm \| 91 kg \| 21-09-1999 \| Penn State \| \| G/AP \| 24 \| Stati Uniti (bandiera) · Montenegro (bandiera) \| Green, Javonte \| 196 cm \| 93 kg \| 23-07-1993 \| Radford \| \| G \| 8 \| Stati Uniti (bandiera) \| LaVine, Zach \| 196 cm \| 91 kg \| 10-03-1995 \| UCLA \| \| AP \| 15 \| Stati Uniti (bandiera) \| Phillips, Julian \| 203 cm \| 90 kg \| 05-11-2003 \| Tennessee \| \| AG \| 21 \| Mali (bandiera) \| Sanogo, Adama (TW) \| 206 cm \| 111 kg \| 12-02-2002 \| Connecticut \| \| AP \| 25 \| Stati Uniti (bandiera) \| Terry, Dalen \| 201 cm \| 88 kg \| 12-07-2002 \| Arizona \| \| C \| 9 \| Montenegro (bandiera) \| Vučević, Nikola \| 208 cm \| 118 kg \| 24-10-1990 \| Southern California \| \| P \| 0 \| Stati Uniti (bandiera) \| White, Coby \| 196 cm \| 88 kg \| 16-02-2002 \| North Carolina \| \| AG \| 44 \| Stati Uniti (bandiera) \| Williams, Patrick \| 201 cm \| 98 kg \| 26-08-2001 \| Florida State \| | Allenatore - Billy Donovan Assistente/i - John Bryant - Maurice Cheeks - Damian Cotter - Chris Fleming - Josh Longstaff - Billy Schmidt - Peter Patton Legenda - (C) Capitano - (FA) Free agent - (S) Sospeso - (DP) Scelta non firmata - (GL) Assegnato a squadra NBA G League affiliata - (TW) Contratto Two-way - Infortunato Roster • Transazioni · Ultima transazione: 4 aprile 2024 |                                                |                    |         |        |              |                      |
| Pos. | Num. | Naz.                                           | Nome               | Altezza | Peso   | Data nascita | Provenienza          |
| P | 2 | Stati Uniti (bandiera)                         | Ball, Lonzo        | 198 cm  | 86 kg  | 27-10-1997   | UCLA                 |
| AP | 17 | Turchia (bandiera)                             | Bitim, Onuralp     | 198 cm  | 98 kg  | 31-03-1999   | Huntington Prep (WV) |
| P | 5 | Stati Uniti (bandiera)                         | Carter, Jevon      | 185 cm  | 91 kg  | 14-09-1995   | West Virginia        |
| G | 6 | Stati Uniti (bandiera)                         | Caruso, Alex       | 196 cm  | 84 kg  | 28-02-1994   | Texas A&M            |
| AP/AG | 13 | Stati Uniti (bandiera)                         | Craig, Torrey      | 196 cm  | 100 kg | 19-12-1990   | USC Upstate          |
| G/AP | 11 | Stati Uniti (bandiera)                         | DeRozan, DeMar     | 198 cm  | 100 kg | 07-08-1989   | Southern California  |
| G | 12 | Stati Uniti (bandiera)                         | Dosunmu, Ayo       | 196 cm  | 91 kg  | 17-01-2000   | Illinois             |
| AP | 77 | Estonia (bandiera)                             | Drell, Henri (TW)  | 206 cm  | 100 kg | 25-04-2000   | Estonia              |
| C | 3 | Stati Uniti (bandiera)                         | Drummond, Andre    | 211 cm  | 127 kg | 10-08-1993   | Connecticut          |
| G | 30 | Stati Uniti (bandiera)                         | Funk, Andrew (TW)  | 196 cm  | 91 kg  | 21-09-1999   | Penn State           |
| G/AP | 24 | Stati Uniti (bandiera) · Montenegro (bandiera) | Green, Javonte     | 196 cm  | 93 kg  | 23-07-1993   | Radford              |
| G | 8 | Stati Uniti (bandiera)                         | LaVine, Zach       | 196 cm  | 91 kg  | 10-03-1995   | UCLA                 |
| AP | 15 | Stati Uniti (bandiera)                         | Phillips, Julian   | 203 cm  | 90 kg  | 05-11-2003   | Tennessee            |
| AG | 21 | Mali (bandiera)                                | Sanogo, Adama (TW) | 206 cm  | 111 kg | 12-02-2002   | Connecticut          |
| AP | 25 | Stati Uniti (bandiera)                         | Terry, Dalen       | 201 cm  | 88 kg  | 12-07-2002   | Arizona              |
| C | 9 | Montenegro (bandiera)                          | Vučević, Nikola    | 208 cm  | 118 kg | 24-10-1990   | Southern California  |
| P | 0 | Stati Uniti (bandiera)                         | White, Coby        | 196 cm  | 88 kg  | 16-02-2002   | North Carolina       |
| AG | 44 | Stati Uniti (bandiera)                         | Williams, Patrick  | 201 cm  | 98 kg  | 26-08-2001   | Florida State        |

## Uniformi
- Casa

| Association |

- Trasferta

| Icon |

- Alternativa

| Statemant |

## Classifiche

### Division

#### Central Division
| Central Division        | V  | S  | V%   | PR   | Casa  | Trasf | Div  | PG |
| ----------------------- | -- | -- | ---- | ---- | ----- | ----- | ---- | -- |
| y – Milwaukee Bucks     | 49 | 33 | .598 | 15,0 | 31–11 | 18–22 | 10–7 | 82 |
| x – Cleveland Cavaliers | 48 | 34 | .585 | 16,0 | 26–15 | 22–19 | 11–5 | 82 |
| x – Indiana Pacers      | 47 | 35 | .573 | 17,0 | 26–15 | 21–20 | 11–6 | 82 |
| pi – Chicago Bulls      | 39 | 43 | .476 | 25,0 | 20–21 | 19–22 | 7–9  | 82 |
| Detroit Pistons         | 14 | 68 | .171 | 50,0 | 7–33  | 7–35  | 2–14 | 82 |

### Conference

#### Eastern Conference
| Eastern Conference | Eastern Conference       | Eastern Conference | Eastern Conference | Eastern Conference | Eastern Conference | Eastern Conference |
| #                  | Squadra                  | V                  | S                  | V%                 | PR                 | PG                 |
| ------------------ | ------------------------ | ------------------ | ------------------ | ------------------ | ------------------ | ------------------ |
| 1                  | z – Boston Celtics *     | 64                 | 18                 | .780               | –                  | 82                 |
| 2                  | x – N.Y. Knicks *        | 50                 | 32                 | .610               | 14,0               | 82                 |
| 3                  | y – Milwaukee Bucks      | 49                 | 33                 | .598               | 15,0               | 82                 |
| 4                  | x – Cleveland Cavaliers  | 48                 | 34                 | .585               | 16,0               | 82                 |
| 5                  | y – Orlando Magic        | 47                 | 35                 | .573               | 17,0               | 82                 |
| 6                  | x – Indiana Pacers       | 47                 | 35                 | .573               | 17,0               | 82                 |
|                    |                          |                    |                    |                    |                    |                    |
| 7                  | x – Philadelphia 76ers * | 47                 | 35                 | .573               | 17,0               | 82                 |
| 8                  | pi – Miami Heat          | 46                 | 36                 | .561               | 18,0               | 82                 |
| 9                  | pi – Chicago Bulls       | 39                 | 43                 | .476               | 25,0               | 82                 |
| 10                 | pi – Atlanta Hawks       | 36                 | 46                 | .439               | 28,0               | 82                 |
|                    |                          |                    |                    |                    |                    |                    |
| 11                 | Brooklyn Nets            | 32                 | 50                 | .390               | 32,0               | 82                 |
| 12                 | Toronto Raptors          | 25                 | 57                 | .305               | 39,0               | 82                 |
| 13                 | Charlotte Hornets        | 21                 | 61                 | .256               | 43,0               | 82                 |
| 14                 | Wash. Wizards            | 15                 | 67                 | .183               | 49,0               | 82                 |
| 15                 | Detroit Pistons          | 14                 | 68                 | .171               | 50,0               | 82                 |

Note:
- z – Fattore campo per gli interi playoff
- c – Fattore campo per le finali di Conference
- y – Campione della division
- x – Qualificata ai playoff
- p – Qualificata ai play-in
- e – Eliminata dai playoff
- * – Leader della division

## Risultati

### Preseason
|  | Denota le partite vinte |
|  | Denota le partite perse |

### Regular season
|  | Denota le partite vinte |
|  | Denota le partite perse |

### Play-in
|  | Denota le partite vinte |
|  | Denota le partite perse |

## In-Season Tournament
Questa è stata la prima stagione regolare in cui tutte le squadre NBA hanno gareggiato in un torneo di metà stagione a causa dell'implementazione del torneo NBA In-Season del 2023. Durante il periodo del torneo in-season, i Bulls hanno gareggiato nel Gruppo C della Eastern Conference, che includeva i Boston Celtics, i Brooklyn Nets, i Toronto Raptors e gli Orlando Magic.

### Girone Est C
| P | Franchigia      | G | V | S | PF  | PS  | DP  |
| - | --------------- | - | - | - | --- | --- | --- |
| 1 | Boston Celtics  | 4 | 3 | 1 | 449 | 422 | +27 |
| 2 | Orlando Magic   | 4 | 3 | 1 | 446 | 424 | +22 |
| 3 | Brooklyn Nets   | 4 | 3 | 1 | 455 | 435 | +20 |
| 4 | Toronto Raptors | 4 | 1 | 3 | 436 | 457 | −21 |
| 5 | Chicago Bulls   | 4 | 0 | 4 | 409 | 457 | −48 |

|                 | BOS     | ORL     | BKN     | TOR     | CHI     |
| Boston Celtics  |         | 96–113  | 121–107 | 108–105 | 124–97  |
| Orlando Magic   | 113–96  |         | 104–124 | 126–107 | 103–97  |
| Brooklyn Nets   | 107–121 | 124–104 |         | 115–103 | 109–107 |
| Toronto Raptors | 105–108 | 107–126 | 103–115 |         | 121–108 |
| Chicago Bulls   | 97–124  | 97–103  | 107–109 | 108–121 |         |

## Mercato

### Scambi
| 28.6.2023 | Chicago Bulls Diritti al Draft per la scelta numero 35 Julian Phillips | Wash. Wizards Scelta protetta 2º giro Draft 2026 Scelta protetta 2º giro Draft 2027 |

### Free Agency

#### Prolungamenti contrattuali
| Data      | Giocatore      | Contratto                                                         |
| --------- | -------------- | ----------------------------------------------------------------- |
| 28.6.2023 | Nikola Vučević | 3 anni - $ 60 milioni                                             |
| 7.7.2023  | Coby White     | 3 anni - $ 36 milioni                                             |
| 23.7.2023 | Ayo Dosunmu    | 3 anni - $ 21 milioni                                             |
| 14.8.2023 | Terry Taylor   | 2 anni (non garantito) - $ 4.216.676                              |
| 23.2.2024 | Onuralp Bitim  | 3 anni (parzialmente garantito, Two-Way > standard) - $ 4.613.534 |
| 4.4.2024  | Javonte Green  | resto della stagione (10 giorni > standard) - $ 136.868           |

#### Acquisti
| Data       | Giocatore       | Contratto                            | Provenienza      |
| ---------- | --------------- | ------------------------------------ | ---------------- |
| 10.7.2023  | Jevon Carter    | 3 anni - $ 19.5 milioni              | Milwaukee Bucks  |
| 10.7.2023  | Adama Sanogo    | Contratto Two-Way - $ 559.782        | UConn Huskies    |
| 16.7.2023  | Torrey Craig    | 2 anni - $ 5.373.575                 | Phoenix Suns     |
| 25.7.2023  | Onuralp Bitim   | Contratto Two-Way - $ 559.782        | Bursaspor        |
| 8.9.2023   | Max Heidegger   | 1 anno (non garantito) - $ 1.119.563 | Saski Baskonia   |
| 8.9.2023   | Quenton Jackson | 1 anno (non garantito) - $ 1.801.769 | Wash. Wizards    |
| 12.9.2023  | Henri Drell     | 1 anno (non garantito) - $ 1.119.563 | Roanne           |
| 16.10.2023 | Derrick Favors  | 1 anno (non garantito) - $ 3.196.448 | Atlanta Hawks    |
| 16.10.2023 | Kahlil Whitney  | 1 anno (non garantito) - $ 1.119.563 | R.G.V. Vipers    |
| 16.12.2023 | Henri Drell     | Contratto Two-Way - $ 559.782        | Windy City Bulls |
| 26.2.2024  | Andrew Funk     | Contratto Two-Way - $ 559.782        | G. Rapids Gold   |
| 23.3.2024  | Javonte Green   | 10 giorni - $ 124.425                | S.C. Warriors    |

#### Cessioni
| Data       | Giocatore        | Motivo                                    | Destinazione       |
| ---------- | ---------------- | ----------------------------------------- | ------------------ |
| 8.7.2023   | Marko Simonović  | Rilasciato / Free agent senza restrizioni | Stella Rossa       |
| 9.7.2023   | Patrick Beverley | Free agent senza restrizioni              | Philadelphia 76ers |
| 18.8.2023  | Derrick Jones    | Free agent senza restrizioni              | Dallas Mavericks   |
| 16.10.2023 | Javonte Green    | Rilasciato / Free agent senza restrizioni | G.S. Warriors      |
| 19.10.2023 | Tony Bradley     | Rilasciato / Free agent senza restrizioni | Dallas Mavericks   |
| 1.11.2023  | Carlik Jones     | Rilasciato / Free agent senza restrizioni | Zhejiang G. Bulls  |
| 3.11.2023  | Henri Drell      | Rilasciato                                | Windy City Bulls   |
| 3.11.2023  | Derrick Favors   | Rilasciato                                | Windy City Bulls   |
| 3.11.2023  | Max Heidegger    | Rilasciato                                | Windy City Bulls   |
| 3.11.2023  | Quenton Jackson  | Rilasciato                                | Windy City Bulls   |
| 3.11.2023  | Justin Lewis     | Rilasciato                                | Windy City Bulls   |
| 3.11.2023  | Kahlil Whitney   | Rilasciato                                | Windy City Bulls   |